# Jean Pineau
Jean Paul Pierre Pineau (4 de outubro de 1922 - 2 de junho de 2020) foi um político francês.

## Biografia
Ex-diretor do Crédit Agricole, Pineau foi vereador municipal de Châtillon-sur-Thouet de 1953 a 2001, deputado de Deux-Sèvres de 1978 a 1981 e conselheiro geral do Cantão de Parthenay de 1979 a 1994, bem como prefeito de Châtillon-sur-Thouet entre 1983 e 2001.